# Patagonia, el invierno
Pour plus de détails, voir Fiche technique et Distribution.
Patagonia, el invierno (El invierno) est un film argentin réalisé par Emiliano Torres, sorti en 2016.

## Synopsis
Evans a travaillé toute sa vie dans un ranch isolé de Patagonie. Il est renvoyé et remplacé par le jeune Jara. Quand l'hiver arrive, Evans est désespéré et essaie d'effrayer Jara pour reprendre sa place.

## Fiche technique
- Titre : Patagonia, el invierno
- Titre original : El invierno
- Réalisation : Emiliano Torres
- Scénario : Emiliano Torres et Marcelo Chaparro
- Musique : Cyril Morin
- Photographie : Ramiro Civita
- Son direct : Pierre-Yves Lavoué
- Montage : Alejandro Brodersohn
- Production : Raphaël Berdugo, Ezequiel Borovinsky, Alejandro Israel et Emiliano Torres
- Société de production : Wanka Cine, Ajimolido Films, Cité Films, Orange Studio et Tronco
- Société de distribution : Tamasa Distribution (France)
- Pays :  Argentine
- Genre : Drame
- Durée : 95 minutes
- Dates de sortie : 
  -  Argentine : 6 octobre 2016
  -  France : 28 juin 2017

## Distribution
- Alejandro Sieveking : Evans
- Cristian Salguero : Jara
- Adrián Fondari : l'entrepreneur
- Pablo Cedrón : le responsable
- Mara Bestelli : Laura
- Violeta Vidal : la femme de Jara
- Eva Jarriau : Anna

## Distinctions
Le film a remporté de nombreux prix dont le prix spécial du jury et celui de la meilleure photographie au festival international du film de Saint-Sébastien.